# Codepage 932
| 0874  | Thai                          |
| 0932  | Japanisch                     |
| 0936  | Vereinfachtes Chinesisch      |
| 0949  | Koreanisch                    |
| 0950  | Traditionelles Chinesisch     |
| 1200  | Unicode UTF-16, little endian |
| 1201  | Unicode UTF-16, big endian    |
| 1250  | Mitteleuropäisch              |
| 1251  | Kyrillisch                    |
| 1252  | Westeuropäisch                |
| 1253  | Griechisch                    |
| 1254  | Türkisch                      |
| 1255  | Hebräisch                     |
| 1256  | Arabisch                      |
| 1257  | Baltisch                      |
| 1258  | Vietnamesisch                 |
| 12000 | Unicode UTF-32, little endian |
| 12001 | Unicode UTF-32, big endian    |
| 65000 | Unicode UTF-7                 |
| 65001 | Unicode UTF-8                 |

Die Codepage 932 ist eine Zeichenkodierung des Windows-Betriebssystems, die mit Windows 3.1 eingeführt wurde. Sie ist bei der IANA als Windows-31J registriert.
Die Codepage ist eine Erweiterung des Shift-JIS-Zeichensatzes und kodiert unter den führenden Bytes 87hex, EDhex, EEhex, FAhex, FBhex und FChex zusätzliche eingekreiste und eingeklammerte Zeichen, römische Ziffern, mathematische Zeichen und zusätzliche Kanji.
Als 1982 der Shift-JIS-Zeichensatz erstellt wurde, hat Microsoft diesen Zeichensatz für seine Produkte eingeführt. Eine modifizierte Version dieses Zeichensatzes wurde 1983 für den IBM 5550 verwendet. Zur gleichen Zeit wurde eine andere Version für die NEC-Computer der PC-9800-Serie eingeführt. Als Microsoft die japanische Version von Windows 3.1 entwickelte, entschied es sich, die zusätzlichen Zeichen sowohl der NEC- als auch des IBM-Computers in ihren Zeichensatz zu integrieren und in Windows zu verwenden.